# Syroloma
Syroloma is een geslacht van spinnen uit de familie wolfspinnen (Lycosidae).

## Soorten
De volgende soorten zijn bij het geslacht ingedeeld:
- Syroloma major Simon, 1900
- Syroloma minor Simon, 1900